# Henrique Annes
Henrique José Pedro Annes (Recife, 25 de julho de 1946 — Recife, 20 de setembro de 2021) foi um violonista, compositor, maestro e professor brasileiro.

## Biografia
Nascido no Recife em 1946, filho de um músico flautista, Henrique Annes recebeu do pai, como presente, um cavaquinho aos 10 anos de idade. Autodidata, logo passou para o violão, recebido da mãe. Aos 14 anos, foi descoberto por acaso por Brivaldo Franklin.

"Uma tarde, quase meio século atrás, Brivaldo Franklin, radialista, jornalista, apresentador, e comediante (fazia o popular personagem Zé do Gato) desceu do ônibus em Jardim São Paulo, bairro onde morava. Voltava da TV Jornal do Commercio, onde trabalhava. De uma casa, em frente à parada do coletivo, escutou um violão. Foi ao portão, bateu palmas, apareceu um senhor. Brivaldo lhe perguntou quem estava tocando. O senhor respondeu que era o filho dele. Zé do Gato quis conhecê-lo. Elogiou o jovem violonista, e prometeu que o levaria para tocar no programa Quando os Violões se Encontram, da Rádio Jornal do Commercio."— José Teles
Henrique Annes se profissionalizou em 1964, aos 18 anos. Formado no Conservatório Pernambucano de Música, no qual atuou como professor ao longo de 37 anos. Foi Professor no conservatório pernambucano de música e na universidade de Pernambuco, como solista já atuou em sinfônicas e orquestras de câmara no exterior e aqui no Brasil.
"Estudei violão clássico com Amaro Siqueira, teoria e solfejo com Severino Revoredo, fui aluno de José Maria Carrión, professor de muita gente boa, Brasil afora. Devo quase tudo que sei a ele. Aos sábados ia pra casa de Carrión, que me dava aulas de graça".— Henrique Annes
Integrou alguns grupos musicais em Pernambuco:
- Orquestra Armorial de Câmara
- Orquestra de Cordas Dedilhadas de Pernambuco

Fundou a Oficina de Cordas no Estado de Pernambuco.
A pedido do maestro Cussy de Almeida, criou o curso de violão clássico no Conservatório Pernambucano de Música, onde ensinou por 37 anos.
Tornou-se referência no violão brasileiro pelo seu trabalho individual.

## Discografia
Com a Orquestra de Cordas Dedilhadas de Pernambuco, gravou um LP pela Rozenblit em 1984 e um em 1987. Gravou, também no mesmo ano, um LP com composições de Zé do Carmo. Em 1996 gravou o CD "Henrique Annes e Oficina de Cordas de Pernambuco".
Gravou também nos Estados Unidos (Sounds of Pernambuco - WTA) e Inglaterra (Música de Pernambuco - Nimbus)

## Morte
“Se eu morrer amanhã, muito da história do violão pernambucano vai comigo embora”— Henrique Annes
Faleceu em 20 de setembro de 2021, de parada cardíaca. Sua morte repercutiu no meio violonístico brasileiro.

“Tudo o que a gente fez juntos deu muito certo. Henrique formava um elo entre a geração atual e os antigos violonistas do Nordeste. A gente havia programado trazê-lo para o Rio de Janeiro para gravar aquele monte de histórias e muita música na Casa do Choro. Mas a pandemia não deixou. Pena porque, além de amigo, Henrique era gigante como artista”.— Maurício Carrilho
“Como compositor, tinha a inspiração de um Dilermando Reis. Era também exímio acompanhante e arranjador. Entretanto, sua magnitude não se revela a uma percepção trivial. Henrique é um caso único. E nem sempre suas performances gravadas ao acaso fazem jus ao seu legado”.— Marcelo Fernandes
"Com sua partida, lamentamos não apenas sua morte,mas também a perda de boa parte da história do violão e do choro em Pernambuco. Ele puxou da memória diversas peças antigas e inéditas de vários compositores e as passou adiante."— Alessandro Soares